# Alianza Popular Revolucionaria Americana

Flagge der APRA

Die Alianza Popular Revolucionaria Americana (APRA) („Amerikanische Revolutionäre Volksallianz“) ist die älteste bestehende peruanische politische Partei. Sie wurde am 7. Mai 1924 von Víctor Raúl Haya de la Torre gegründet. Die APRA stellte einen peruanischen Präsidenten, Alan García, der von 1985 bis 1990 und von 2006 bis 2011 regierte.

## Geschichte

### Gründungsjahre
Die APRA wurde von Haya de la Torre am 24. Mai 1924 in Mexiko-Stadt als lateinamerikanische Sammlungsbewegung gegründet. In einem Artikel in der englischsprachigen Zeitschrift The Labour Monthly vom Dezember 1926 publizierte er die Prinzipien der APRA als lateinamerikanischer (oder „indioamerikanischer“) Einheitsfront:
1. Kampf gegen den „Yankee-Imperialismus“
2. Für die politische Einheit Lateinamerikas
3. Für Umwandlung von Land und Industrie in Volkseigentum
4. Für die Internationalisierung des Panama-Kanals
5. Für die Solidarität mit allen unterdrückten Völkern und Klassen der Welt

1927 gründete sich in Paris die erste politische Organisation der APRA. Am 20. September 1930 wurde schließlich der Partido Aprista Peruano als nationale peruanische Organisation der Bewegung gegründet. Anhänger fand die Partei zunächst unter den Arbeitern auf den Zuckerrohrplantagen und in den Zuckerraffinerien im Nordwesten Perus.
Die APRA organisierte ihre Anhänger auch außerhalb des politischen Bereichs in Verbänden für Arbeiter, Studenten und Freiberufler. Sie errichtete in vielen Städten „Volkshäuser“, in denen Abendkurse und verschiedene Dienstleistungen, z. B. billige Restaurants, angeboten wurden. Die Anhänger der Partei schwenkten beim Gruß ein weißes Taschentuch.
Die APRA gehört der Sozialistischen Internationale an, auch wenn die APRA in ihrer Orientierung nur noch wenig sozialistisch geprägt ist.

### Auf und Ab unter Haya de la Torre
Bei den peruanischen Präsidentschaftswahlen 1931 trat Haya de la Torre erstmals als Kandidat der APRA an. Noch im gleichen Jahre wurde die Partei verboten und Haya de la Torre für 15 Monate ins Gefängnis geworfen.
1945 wurde José Luis Bustamante y Rivero, welcher auch die Unterstützung der APRA besaß, zum Präsidenten gewählt und die APRA wieder legalisiert. Nach Aufständen im Jahre 1948 folgte ein neuerliches Verbot bis 1956.
Die ideologische Ausrichtung der APRA war Schwankungen unterworfen. In den 50er Jahren unternahm Haya de la Torre opportunistische Annäherungen ans rechte Lager; die peruanische Kommunistische Partei gründete sich als Abspaltung der APRA unter José Carlos Mariátegui.
Bei den Präsidentenwahlen 1962 lag Haya de la Torre nach einem Wahlgang in Führung, doch wurde die Wahl annulliert und eine Militärjunta übernahm die Macht. Bei den nächsten Wahlen im Jahre 1963 unterlag er.

### Die Ära García
Nach vielen Höhen und Tiefen kam APRA bei den Wahlen von 1985 unter der Führung des neuen, populistisch ausgerichteten Präsidenten Alan García erstmals an die Macht. Er trat sein Amt inmitten des bewaffneten Konflikts in Peru an. Seine Präsidentschaft war von Hyperinflation, Unruhen und Guerillakämpfen, Menschenrechtsverletzungen und wirtschaftlichem Niedergang gekennzeichnet, was schließlich in den Rücktritt Garcías im Jahre 1990 und eine schwere Wahlniederlage der APRA mündete.
Bei den ersten Wahlen nach dem Rücktritt des Präsidenten Alberto Fujimori scheiterte der zwischenzeitlich aus dem Exil zurückgekehrte García nur knapp mit 48 % der Stimmen im zweiten Wahlgang gegen Alejandro Toledo.
Bei der Präsidentschaftswahl 2006 kandidierte Alan García erneut für das Amt, das er am 4. Juni 2006 in der Stichwahl gegen den bestplatzierten im ersten Wahlgang, den Linksnationalisten Ollanta Humala, mit 55 Prozent der Stimmen errang.
Im ebenfalls 2006 neu gewählten Kongress stellte die APRA mit 36 von 120 Abgeordneten die zweitstärkste Fraktion. Bei der Kongresswahl 2011 erlitt die APRA einen schweren Einbruch und konnte nur noch 4 Abgeordnete in den Kongress bringen.

### Bedeutungsverlust
Alan García verstarb im April 2019, damit verlor die Partei ihr bekanntestes Gesicht. Bei der vorgezogenen Parlamentswahl im Januar 2020 verfehlte sie mit 2,72 % der Stimmen den Einzug ins Parlament.
Zur Präsidentenwahl 2021 trat die Partei zunächst mit Nidia Vílchez als Spitzenkandidatin an, diese zog ihre Kandidatur aber im Januar 2021 zurück Seit 2020 ist die APRA weder im Parlament vertreten noch stellt sie einen der Provinzgouverneure. Damit ist die Partei auf nationaler Ebene weitgehend in der Bedeutungslosigkeit verschwunden. Bei der Wahl zum Kongress am 11. April 2021 konnte die Partei wiederum kein Mandat erringen. Den geltenden Bestimmungen gemäß wurde die APRA bis auf Weiteres aus dem amtlichen Verzeichnis der peruanischen Parteien (Directorio de Organizaciones Políticas) gestrichen („inscripción cancelada“), da sie die Mindestanforderungen für die Eintragung nicht mehr erfüllte.